# Карла Кокс
Карла Кокс (англ. Carla Cox, род. 25 мая 1984 года) — сценический псевдоним чешской порноактрисы Сюзанны Сршновой (чеш. Zuzana Sršnová).

## Биография
Кокс родилась в Брно (Чехия), а молодость провела в Словакии. В порноиндустрию пришла в 2006 году и с тех пор снялась в более 600 сценах секса. В октябре 2011 года запустила свой собственный веб-сайт CarlaCoxRocks.com. В январе 2012 года компания Fleshlight объявила о включении Кокс в линейку европейских Fleshlight Girls, а в апреле был выпущен её Fleshlight.

## Награды и номинации
| Год  | Награда      | Результат | Категория                                                                                  | Фильм                            |
| ---- | ------------ | --------- | ------------------------------------------------------------------------------------------ | -------------------------------- |
| 2011 | AVN Award    | Номинация | Лучшая сцена группового секса (с Крисси Линн, Чарли Чейз, Нэтом Турхером и Мистером Питом) | Slutty & Sluttier 11             |
| 2011 | AVN Award    | Номинация | Лучшая сцена группового секса (с Таррой Уайт, Рокко Сиффреди и Ианом Скоттом)              | Tori, Tarra and Bobbi Love Rocco |
| 2011 | AVN Award    | Номинация | Лучшая иностранная исполнительница года                                                    | н/д                              |
| 2012 | SHAFTA Award | Номинация | Лучшая сцена секса (с Дэйзи Рок и Джонни Кокфилом)                                         | Liselle’s Sordid Summer          |
| 2012 | SHAFTA Award | Номинация | Иностранная исполнительница года                                                           | н/д                              |
| 2012 | XBIZ Award   | Номинация | Лучшая иностранная исполнительница года                                                    | н/д                              |
| 2013 | AVN Award    | Номинация | Лучшая иностранная исполнительница года                                                    | н/д                              |